# 大賀あずさ
大賀 あずさ（おおが あずさ、1988年2月1日 - ）は、日本のコンテンツクリエイター（YouTube、Instagramなど）、俳優、モデル（主にカナダなどで活動）、作家。
福岡県福岡市出身。西南学院大学出身。キューバ人の夫とカナダのモントリオール在住、一子。
インフルエンサーとしては、カナダでの日々のライフスタイル、旅行、国際結婚、海外移住、海外での出産や子育て、俳優としての仕事の様子を発信している。
キューバ人夫との共著書に『僕は、社会主義国キューバから日本へやって来た。ー地球の裏側で見つけた恋ー』(SANNOBOOKS)（2018年）がある。

## 来歴
高校時代にスペインのバルセロナへ留学。大学時代、ニューヨーク市立大学へ交換留学した。
2012年、世界5大ミスコンテストであるミス・ユニバースの日本大会（ミス・ユニバース・ジャパン）にて、予選九州大会で第3位。全国大会セミファイナリスト。

## 人物
歌手・作曲家の竹内まりやは血縁の叔母。（母親と竹内が姉妹である）従ってミュージシャンの山下達郎は叔父にあたり、竹内の父親である元出雲市大社町長竹内繁蔵は祖父にあたる。スペイン語と英語が流暢。

## 過去の出演

### テレビ
- ABEMA Prime（AbemaNews、ABEMA 2024年） - コメンテーター